# Adam Koets
Adam Koets (født 7. januar 1984 i Santa Ana, Californien, USA) er en tidligere amerikansk footballspiller, der spillede i NFL mellem 2007 og 2011 som offensive tackle for New York Giants
Boothe var i sin første sæson i NFL en del af det New York Giants-hold, der i 2008 overraskende vandt Super Bowl XLII efter sejr over New England Patriots. 

## Klubber
- 2007-2011: New York Giants